# Единбурзький замок
Единбу́рзький замок — давня фортеця, розташована на скелі Castle Rock в столиці Шотландії місті Единбург.  Використовувалася різними військовими силами починаючи з 12 ст., і лише у 1915 році закінчилося пряме управління замку Міністерством оборони Великої Британії. Замок розташований на вершині Королівської милі (Royal Mile), головної вулиці Старого міста, яка веде вниз до палацу Холірудхаус (англ. Holyrood Palace). Замок відкритий для відвідин і є головною туристичною пам'яткою Шотландії.
Замок розташований на вершині вулканічної скелі The Castle Rock. Три сторони захищені стрімчаками, й доступ до Замку обмежений крутою дорогою на четвертому (східному) боці. Історично тут було озеро (loch) на північному боці замку, зване Nor Loch. Озеро було висушено під час епохи Георгів коли побудували Нове місто Единбурга, позаяк у цей час Замок втратив більшу частину своєї захисної ролі й озеро використовувалося як колектор.
Найстаріший будинок в Замку і в усьому Единбурзі — каплиця St. Margaret's Chapel (на честь Св. Маргарити), датована початком XII століття. 

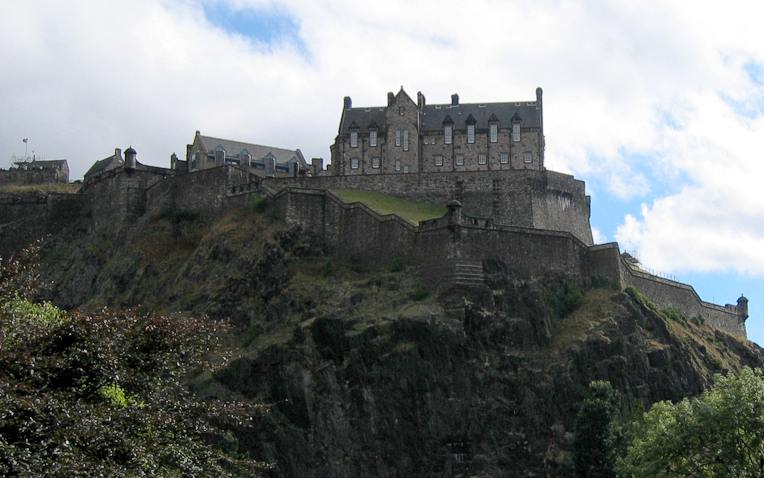
Единбурзький замок, вид з парку Princes Street Gardens